# 田村村顕
田村 村顕（たむら むらあき）は、江戸時代中期の大名。陸奥国一関藩の第3代藩主。官位は従五位下・隠岐守、左京大夫。

## 略歴
宝永4年（1707年）5月24日、伊予国宇和島藩の第3代藩主・伊達宗贇の次男として宇和島にて誕生した。享保11年（1726年）10月に田村誠顕の養子となり、翌年に誠顕が死去したために跡を継いだ。従兄（父・宗贇の兄・綱村の子）で仙台藩主・伊達吉村から偏諱を受け村顕と名乗る。
藩政に見るべきところはないが、鷹狩や狩猟を好んだと言われている。宝暦5年（1755年）8月3日に死去した。享年49。子は女児しかいなかったため、吉村の五男・村隆が養子となって家督を継いだ。

## 系譜
父母
- 伊達宗贇（実父）
- 中里氏 - 側室（実母）
- 田村誠顕（養父）

正室
- 百 - 田村誠顕の三女

子女
- 娘4人

養子、養女
- 田村村隆 - 伊達吉村の五男
- 倫 - 土方雄年室、伊達村定の娘